# Agelasta isthmicola
Agelasta isthmicola es una especie de escarabajo longicornio del género Agelasta, categorizada en la tribu Mesosini, de la subfamilia Lamiinae. Fue descrita por Heller en 1923.

## Descripción
Mide 16-20 mm de longitud.

## Distribución
Se distribuye por Filipinas.